# Djurgårdsandan
Djurgårdsandan instiftades 2006 av Erling Perssons familjestiftelse, af Jochnick Foundation och Djurgårdens IF Fotboll. 
Djurgårdsandan är Djurgårdens IF Fotbolls plattform för samhällsengagemang och inkludering i Storstockholm. 
Målet är att genom fotboll som är globalt och förenar människor från olika bakgrunder och kulturer skapa forum för gemenskap där barn, unga och vuxna umgås. Verksamheten bedrivs med ekonomiskt stöd från företag, privatpersoner och kommuner runt om Storstockholmsområdet. 

## Grundläggande filosofi[1]
Människor oavsett bakgrund, bostadsort och namn behöver uppleva delaktighet i något större och att andra människor ser dem. Det behöv gemenskap byggt kring inkluderande faktorer som glädje, värdighet och respekt snarare än exkluderande kriterier som kriminalitet, sjukdomar, socioekonomi med mera. Genom Djurgårdens IF Fotbolls representationslag och supportrar blir Djurgårdsskölden välkänd i hela landet vilket fungerar som en igenkänningsfaktor vilket i sin tur ligger till grund för framgång och samverkan i samhällsaktiviteter.

## Djurgårdsandansverksamhet
Djurgårdsandans aktiviteter utgår från två huvudområden, Barn och Ungdom och Trygg Arena.
Under Barn och Ungdom återfinns arbetet med DIF i Förorten med bland annat Drive-In Fotboll, projekt med den egna Barn och Ungdomssektionen och arbete med ofta bortglömda grupper i Tim Ahlgrensanda. 
Under Trygg Arena återfinns en barn- och ungdomssektion på läktaren Apberget, arbetet med arenaupplevelsen och det numera internationella forskningsprojektet ENABLE initierat av Djurgårdens IF Fotboll. 

## Djurgårdsandan i media
Fotbollskanalen: ”Djurgården inleder samarbete med division 2-klubb”
StockholmDirekt: Djurgårdsandan får 400 000 – satsar på spontanfotboll i ytterstaden
Fotbollskanalen: Djurgårdens hyllning till bortgångne supportern
Fotbollskanalen: Djurgården bakom jättesatsning – får åtta miljoner för att bekämpa våldet

## Kuriosa
Under den allsvenska säsongen 2013 hade Djurgårdens IF Djurgårdsandans logga på bröstet.